# Tržič

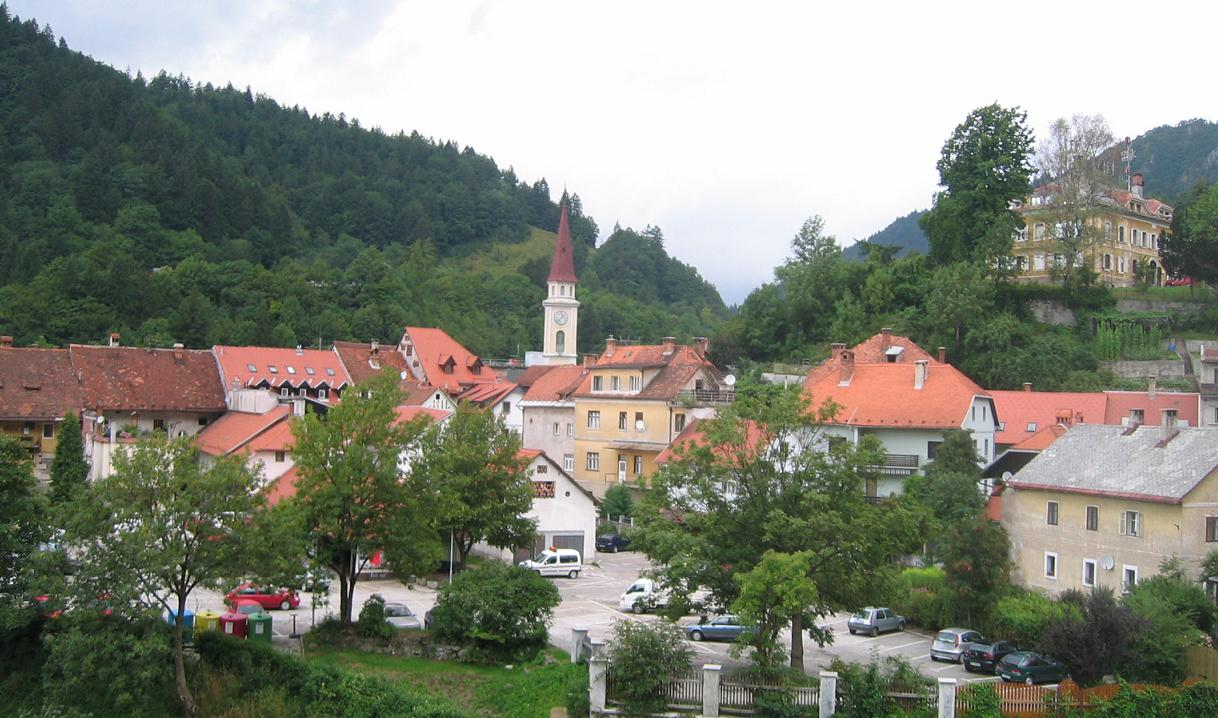
Zentrum von Tržič

Die Stadt Tržič (deutsch Neumarktl) ist der Hauptort der Gemeinde Tržič im nördlichen Teil Sloweniens.
Die Stadt liegt in der historischen Landschaft Oberkrain, heute Region Gorenjska, und grenzt im Norden an das österreichische Bundesland Kärnten. Die historisch wichtige, die Karawanken überwindende Straßenverbindung über den Loiblpass (slow. Ljubelj) führt durch das Stadtgebiet.

## Geschichte
In römischer Zeit existierte im Bereich der heutigen Stadt eine Siedlung an der Römerstraße von Virunum (auf dem nördlich von Klagenfurt gelegenen Zollfeld) nach Emona (heute Ljubljana).
Am 12. Dezember 1492 erteilte Kaiser Friedrich III. der heute als Tržič bekannten Siedlung das Marktrecht.
Bis zum Ende des Habsburgerreichs gehörte Tržič zum Kronland Krain, wobei der Ort Sitz des gleichnamigen Gerichtsbezirks Neumarktl gewesen war und zum Bezirk Krainburg (Kranj) gehörte.
Auf dem Gebiet des heutigen Gemeindeteils Podljubelj wurde 1943 der Südteil des Konzentrationslagers Loibl eingerichtet. Im Juni 1943 wurden erste Häftlinge über Tržič in das Lager gebracht.

## Sehenswürdigkeiten
- Altstadt von Tržič, seit 1985 unter Denkmalschutz.[3]
- Museum Tržič in der ehemaligen Färberei und Gerberei im Zentrum von Tržič: Leder- und Skimuseum[4]
- Alpine Umgebung mit Skitoruenwegen[5] und Wanderwegen[6][7]
- Gedenkstätte KZ Loibl in Podlubelj[8]